# Tours-sur-Marne
Tours-sur-Marne är en kommun i departementet Marne i regionen Grand Est (tidigare regionen Champagne-Ardenne) i nordöstra Frankrike. Kommunen ligger i kantonen Ay som tillhör arrondissementet Épernay. År 2022 hade Tours-sur-Marne 1 371 invånare.

## Befolkningsutveckling
Antalet invånare i kommunen Tours-sur-Marne
| Referens: INSEE |